# HMS Pandora (N42)
HMS Pandora (N42) là một  tàu ngầm lớp Parthian được Hải quân Hoàng gia Anh chế tạo vào cuối thập niên 1920. Thoạt tiên dự định mang tên HMS Python, nó là chiếc tàu chiến thứ mười của Hải quân Anh được đặt cái tên này, theo tên Pandora, một nhân vật trong thần thoại Hy Lạp. Nhập biên chế năm 1930, nó được phái sang phục vụ tại Viễn Đông cho đến khi Chiến tranh Thế giới thứ hai bùng nổ, và được điều về tăng cường cho lực lượng tại Địa Trung Hải khi Ý tuyên chiến với Pháp. Pandora tham gia các hoạt động chống lại lực lượng Vichy Pháp tại Bắc Phi, và đã đánh chìm chiếc thông báo hạm Rigault de Genouilly vào tháng 7, 1940. Sau khi được đại tu tại Xưởng hải quân Portsmouth Hoa Kỳ từ tháng 6, 1941 đến tháng 1, 1942, nó quay trở lại hoạt động từ căn cứ Gibraltar vào tháng 2, 1942. Trong khi thực hiện một chuyến đi tiếp liệu sang Malta đang bị bao vây, Pandora bị máy bay đối phương đánh chìm tại cảng Valletta, Malta vào ngày 1 tháng 4, 1942. 

## Thiết kế và chế tạo

### Thiết kế
Lớp Parthian được chế tạo với một thiết kế cải tiến hơn so với  lớp Odin; có mũi tàu dốc nghiêng và tăng cường tấm chắn cho khẩu hải pháo trên boong. Lớp này vẫn tồn tại một khiếm khuyết có từ lớp Odin, nơi các thùng nhiên liệu hình yên ngựa được ghép vào vỏ tàu bằng đinh tán dễ bị rò rỉ, khiến dầu diesel nổi lên và làm lộ vị trí của tàu ngầm.
Những chiếc lớp Parthian có chiều dài chung 289 ft (88 m), mạn tàu rộng 28 ft (8,5 m) và mớn nước sâu 13 ft 8 in (4,17 m). Nó có trọng lượng choán nước 1.475 tấn Anh (1.499 t) khi nổi và 2.040 tấn Anh (2.073 t) khi lặn. Con tàu được vận hành bằng hai động cơ diesel Admiralty 8-xy lanh công suất 4.640 bhp (3.460 kW) cùng hai động cơ điện công suất 1.635 shp (1.219 kW),  mỗi chiếc dẫn động một trục chân vịt. Nó đạt được tốc độ tối đa 17,5 kn (32,4 km/h) trên mặt nước và 9 kn (17 km/h) khi di chuyển ngầm.
Lớp Parthian có thủy thủ đoàn đầy đủ 53 người. Con tàu trang bị một hải pháo QF 4-inch/40 Mk IV, hai súng máy Lewis, cùng tám ống phóng ngư lôi 533 milimét (21,0 in), gồm sáu ống trước mũi và hai ống phía đuôi, và mang theo tổng cộng 24 ngư lôi. Parthian là lớp tàu ngầm Anh đầu tiên được trang bị ngư lôi 21 in (530 mm) Mark VIII.

### Chế tạo
Chiếc tàu ngằm được đặt hàng vào ngày 7 tháng 2, 1928 dưới tên gọi Python (trăn), nhưng để tránh đặt tên tàu theo tên các loài rắn, nó được đổi tên thành Pandora trong năm 1928, trở thành tàu chiến thứ mười của Hải quân Anh được đặt cái tên này, theo tên Pandora, một nhân vật trong thần thoại Hy Lạp. Nó được đặt lườn tại xưởng tàu của hãng Vickers-Armstrongs tại Barrow-in-Furness vào ngày 9 tháng 7, 1928.  Nó được hạ thủy vào ngày 22 tháng 8, 1929 và nhập biên chế cùng Hải quân Hoàng gia Anh vào ngày 30 tháng 6, 1930.

## Lịch sử hoạt động
Vào tháng 12, 1930, Pandora xuất phát từ Portsmouth để đi sang Trung Quốc, đi đến Hong Kong vào tháng 2, 1931 và phục vụ tại Trạm Trung Hoa từ năm 1931 đến năm 1940. Sau khi Chiến tranh Thế giới thứ hai bùng nổ, nó được phái sang tăng cường cho lực lượng tại Địa Trung Hải, và đã khởi hành từ Hong Kong vào ngày 9 tháng 4, 1940; lần lượt ngang qua Singapore; Colombo, Ceylon; Aden và kênh đào Suez trước khi đi đến Alexandria, Ai Cập vào ngày 6 tháng 5. Tại đây nó gia nhập Chi hạm đội Tàu ngầm 1 cùng với các tàu ngầm Parthian, Phoenix, Proteus, Grampus, Rorqual, Odin, Orpheus, Olympus, Otus, Otway và Osiris.
Trong tháng 5 và tháng 6, Pandora tuần tra trong Địa Trung Hải về phía Bắc đảo Crete và trong biển Aegean và ngoài khơi Algiers. Vào đầu tháng 7, nó cùng tàu ngầm chị em Proteus tham gia các hoạt động chống lại Hạm đội Pháp theo phe Vichy tại Mers-el-Kébir, Algérie, và Pandora đã đánh chìm chiếc thông báo hạm Rigault de Genouilly ngoài khơi Algiers vào ngày 4 tháng 7, tại tọa độ 36°53′B 03°17′Đ / 36,883°B 3,283°Đ.
Từ ngày 31 tháng 7, Pandora thực hiện một chuyến đi tiếp liệu từ Gibraltar đến Malta, rồi tuần tra ngoài khơi Libya trước khi đi đến Alexandria vào ngày 24 tháng 8. Đến ngày 28 tháng 9, nó phóng ngư lôi đánh chìm tàu buôn Ý Famiglia 813 GRT ở vị trí khoảng 10 nmi (19 km) về phía Đông Bắc Haniyah, Libya, tại tọa độ 33°00′B 21°38′Đ / 33°B 21,633°Đ. Tàu phóng lôi Ý Enrico Cosenz đi theo hộ tống đã phản công với tám quả mìn sâu được thả xuống, quan sát thấy các vệt dầu loang nên tin rằng đã đánh chìm tàu ngầm đối thủ. Nó thả thêm một loạt ba quả mìn sâu nữa, nhưng Pandora thoát được mà không bị hư hại. Đến ngày 16 tháng 10, nó tấn công chiếc tàu ngầm Ý  Topazio ở vị trí về phía Bắc vịnh Bomba, nhưng cả ba quả ngư lôi phóng ra đều bị trượt.
Vào ngày 9 tháng 1, 1941, ở vị trí khoảng 10 nmi (19 km) về phía Đông Bắc mũi Ferrato, Sardegna, Pandora phóng ngư lôi đánh chìm các tàu buôn Ý Valdivagna 5.400 GRT và Palma 2.715 GRT tại tọa độ 39°22′B 09°50′Đ / 39,367°B 9,833°Đ. Tàu phóng lôi Giuseppe Dezza cùng xuồng phóng lôi MAS 502 trong thành phần hộ tống phối hợp cùng một thủy phi cơ đã truy lùng chiếc tàu ngầm, nhưng Pandora đã đi thoát. Trong lúc đang trên đường quay trở về Anh, từ ngày 18 tháng 5 đến ngày 25 tháng 5, nó đã góp phần trong hoạt động truy lùng và tiêu diệt thiết giáp hạm Bismarck khi canh phòng trong vịnh Biscay ở vị trí khoảng 120 nmi (220 km) về phía Tây Brest, Pháp cho đến khi Bismarck bị đánh chìm.
Pandora sau đó được đại tu tại Xưởng hải quân Portsmouth Hoa Kỳ từ tháng 6, 1941 đến tháng 1, 1942. Sau khi hoàn tất nó quay trở lại Châu Âu để tiếp tục hoạt động, và thực hiện một chuyến đi tiếp liệu từ Gibraltar đến Malta đang bị đối phương bao vây, đến nơi vào ngày 31 tháng 3. Trong khi đang chất dỡ hàng hóa trong ngày hôm sau, chiếc tàu ngầm bị máy bay cường kích Junkers Ju 87 thuộc Không đoàn Ném bom bổ nhào 3 (Sturzkampfgeschwader 3) tấn công; và hai quả bom trúng đích đã đánh chìm nó tại cảng Valletta, Malta vào ngày 1 tháng 4, 1942.
Những người sống sót được đưa lên tàu ngầm HMS Olympus cho hành trình quay trở lại Gibraltar; nhưng chiếc này lại bị đắm do trúng mìn ngoài khơi Malta vào ngày 8 tháng 5, 1942. Trong tổng số 98 thủy thủ đoàn và hành khách bên trên Olympus chỉ có chín người sống sót.
Xác tàu của Pandora được trục vớt vào tháng 9, 1943, nhưng không được sửa chữa. Xác tàu bị tháo dỡ vào khoảng năm 1955 hoặc 1957.